# Gotthard August Ferdinand Keber
Gotthard August Ferdinand Keber (* 6. Februar 1816 in Elbing, Westpreußen; † 4. April 1871 in Danzig) war ein deutscher Mediziner, Physiologe, Embryologe und Entwicklungsbiologe.

## Leben
Gotthard August Ferdinand Keber studierte an der Albertus-Universität Königsberg und der Friedrich-Wilhelms-Universität zu Berlin Medizin, wurde am 8. Juni 1837 in Berlin mit seiner zootomischen Dissertation De nervis concharum promoviert und bestand 1838 die medizinische Staatsprüfung. Ferdinand Keber war 1842 königlicher Kreisphysicus und praktischer Arzt in Schubin, ab 1846 in gleicher Eigenschaft in Insterburg, 1858 Regierungs-Medizinalrat in Gumbinnen und ab 1859 Regierungs- und Medizinalrat in Danzig.
Er war seit 1859 Mitglied der Naturforschenden Gesellschaft in Danzig.
Am 1. Juli 1854 wurde Gotthard August Ferdinand Keber unter der Präsidentschaft von Christian Gottfried Daniel Nees von Esenbeck unter der Matrikel-Nr. 1715 mit dem akademischen Beinamen Needham als Mitglied in die Kaiserliche Leopoldino-Carolinische Deutsche Akademie der Naturforscher aufgenommen.
Von seiner Korrespondenz sind zwei an den Mediziner und Naturforscher Karl Ernst von Baer gerichtete Briefe vom 8. Mai 1835 und 3. Juni 1852 in dessen Nachlass erhalten.

## Schriften
- De nervis concharum. dissertatio inauguralis zootomica. Friedlaenderianis, Berlin 1837 (Digitalisat)
- Beiträge zur Anatomie und Physiologie der Weichthiere. Bornträger, Königsberg 1851 (Digitalisat)
- Über den Eintritt der Samenzellen in das Ei. Ein Beitrag zur Physiologie der Zeugung. Bornträger, Königsberg 1853 (Digitalisat)
- Mikroskopische Untersuchungen über die Porosität der Körper. Nebst einer Abhandlung über den Eintritt der Samenzellen in das Ei. Bornträger, Königsberg 1854 (Digitalisat)
- Martin Barry's Bestätigung einiger neuern mikroskopischen Beobachtungen. Aus dem Englischen übersetzt und mit Zusätzen versehen von F. Keber. Bornträger, Königsberg 1855 (Digitalisat)